# Dicksonsdammen
Dicksonsdammen är en damm i Almnäsbäcken i Hjo kommun i Västergötland och ingår i Motala ströms huvudavrinningsområde.
Dicksonsdammen ligger nedströms Erikssonsdammen, Rammadammen, Mellandammen och Hållsdammen.